# Dervish
Dervish («Дервиш») — один из наиболее известных ирландских музыкальных коллективов, исполняющий в основном традиционную ирландскую музыку. Репертуар и стилистика группы базируются в основном на народном материале родного графства Слайго и близлежащих областей.
Группа популярна по всему миру, и выступала на одной сцене вместе с такими исполнителями, как: Джеймс Браун, Стинг, Oasis, Buena Vista Social Club и многими другими.

## История
Группа была организована в графстве Слайго в 1989 году для записи альбома ирландской народной музыки друзьями Лиамом Келли, Брайаном МакДоной, Майклом Холмсом и Шейном Митчеллом (альбом вышел под названием «Boys of Sligo»), но после записи песен вдохновлённые проектом музыканты решили не расходиться и создали коллектив, который назвали «Dervish». В 1991 году в группу пришли солистка Кэти Джордан и известный в Ирландии скрипач Шейн МакАлир (Shane McAleer), тогда же «Dervish» записали свой первый альбом «Harmony Hill», который вышел в 1993 году.
12 мая 2007 года «Dervish» представили Ирландию в финале конкурса песни Евровидение 2007, заняв 24 место с 5-ю очками от Албании.

## Состав (2007)
- Кэти Джордан (Cathy Jordan) — вокалистка, бойран
- Брайан МакДона (Brian McDonagh) — мандолина
- Том Морроу (Tom Morrow) — скрипка
- Майкл Холмс (Michael Holmes) — бузуки
- Шейн Митчелл (Shane Mitchell) — аккордеон
- Лиам Келли (Liam Kelly) — флейта

## Дискография
- Harmony Hill (1993)
- Playing With Fire (1995)
- At The End of the Day (1996)
- Live In Palma (1997)
- Midsummer’s Night (1999)
- Decade (2001)
- Spirit (2003)
- A Healing Heart (2005)
- Travelling Show (2007)